# Erni Arneson
Erni Arneson (12 de septiembre de 1917 – 8 de diciembre de 2006) fue una actriz de nacionalidad danesa.

## Biografía
Su verdadero nombre era Erni Buchtrup, y nació en Aarhus, Dinamarca. Debutó en 1942 en el cabaret Lulu Ziegler, actuando posteriormente en los teatros Allé Scenen, Det ny Teater, Folketeatret y Frederiksberg Teater, entre otros. Durante la Segunda Guerra Mundial conoció al estadounidense Walt Arneson, con el cual se casó, tomando su apellido. En 1948 se mudó a Estados Unidos, donde consiguió actuar en el teatro y la televisión.
Tras volver a Europa, cumplió con una temporada de trabajo en el Cirkusrevyen. En sus últimos años rodó varias películas, actuando por última vez ante el público en Ringsted. 
Entre 1972 y 1984 fue profesora de oratoria en la Escuela Nacional de Teatro de Dinamarca.
Entre 1948 y 1950 estuvo casada con el actor Preben Mahrt, y en 1955 se volvió a casar, esta vez con el coronel Heinrich L. Hersom, cambiando ella su nombre por Erni Arneson Hersom, aunque siguió utilizando el mismo nombre artístico. El matrimonio permaneció unido hasta la muerte de él en el año 1986. Tuvieron un hijo, Louis Hersom (nacido en  1956).
Erni Arneson falleció en Copenhague, Dinamarca, en el año 2006.

## Filmografía (selección)
- 1942 : Baby på eventyr
- 1942 : Vi kunne ha' det så rart
- 1944 : Det kære København
- 1945 : I går og i morgen
- 1946 : Billet mrk.
- 1946 : Jeg elsker en anden
- 1947 : Ta', hvad du vil ha'
- 1947 : Mani
- 1948 : Mens porten var lukket
- 1948 : I de lyse nætter
- 1954 : I kongens klær
- 1955 : Min datter Nelly
- 1957 : Mig og min familie
- 1960 : Baronessen fra benzintanken
- 1969 : Trekanter
- 1969 : Tænk på et tal
- 1971 : Ballade på Christianshavn
- 1971 : I morgen, min elskede
- 1975 : Olsen-banden på sporet
- 1985 : Den kroniske uskyld
- 1987 : Sidste akt
- 1993 : Sort høst
- 1994 : Carlo og Ester
- 1997 : Sunes familie
- 2006 : Efter brylluppet